# کوه سنت نیکلاس
کوه سنت نیکلاس (به انگلیسی: Mount Saint Nicholas) یک کوه در ایالات متحده آمریکا است که در مونتانا واقع شده‌است. کوه سنت نیکلاس ۲٬۸۵۹٫۳۶ متر بالاتر از سطح دریا واقع شده‌است.